# Чорне сонце (символ)

Символ «Чорного сонця», зображений на підлозі північної вежі замку Вевельсбурґ, колишньої школи офіцерів СС. В такому вигляді вперше в історії з'являється в 1930-х роках в Третьому Райху

Чо́рне со́нце (англ. Black Sun, нім. Schwarze Sonne) — окультний символ, що широко використовується сучасними неонацистами, а також деякими неоязичниками, езотериками[⇨]. Це унікальний дизайн сонячного колеса, створений у Третьому Рейху на замовлення для Генріха Гіммлера й зображений на мозаїці у замку Вевельсбурґ, коли в ньому знаходилась офіцерська школа й науково-дослідний центр СС[⇨]. Назву «Чорне сонце» та зв'язок з окультною міфологією[⇨] цей графічний символ отримав у німецькому неонацистському романі, вперше виданому 1991 року[⇨].

## Концепція

### Походження езотеричної ідеї

Сучасний (післявоєнний) варіант Чорного сонця, що активно використовують учасники неонацистських рухів

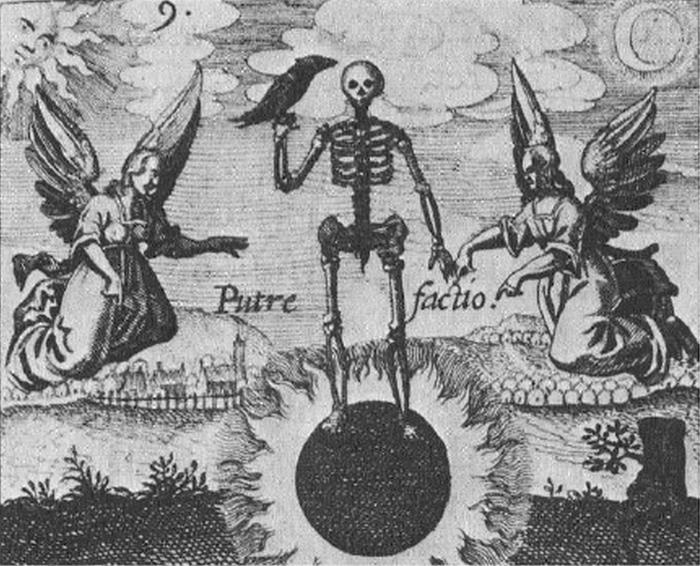
«Чорне сонце», зображене у книжці композитора й алхіміка Йоганна Даніеля Міліуса «Philosophia Reformata» (1622)

Поняття «чорного сонця» (sol niger) зустрічається вже у середньовічних алхіміків, але для них воно було метафорою, що мала різні значення, зокрема занурення у самопізнання.
XIX століття Олена Блаватська у своїй книжці «Таємна доктрина» (1888) ввела ідею «Центрального сонця» — невидимого темного центру всесвіту, навколо якого обертаються всі інші сонячні та планетарні системи. Блаватська заявляла, що хоча символ «чорного світла» був і в юдейській Каббалі, його джерелом є «таємне вчення арійців», що походили з Гіпербореї, розташованої на крайній півночі, і символом яких була свастика.
Ідеї Блаватської підхопили австрійські аріософи, зокрема Гвідо фон Ліст писав про невидимий «первинний вогонь», древнє поняття «аріо-германців», яким вони начебто позначали вище божество, а окультист Перит Шоу описував підвищену чутливість людства до ультрафіолетового духовного світла «Центрального сонця» в еру Водолія і пов'язував це з майбутнім Німеччини у неспокійній післявоєнний час.
У нацистській Німеччині ідею було введено в обіг Карлом Вілігутом. У 27-му вірші «Галтаріти» (нім. Halgarita) — серії дивних релігійних віршів, написаних для райхсфюрера СС Гайнріха Гіммлера, Вілігут описав стародавнє сонце, назване ним Сантур (Santur). Його адепти Еміль Рюдегер (Emil Rüdiger) та Вернер фон Бюлов (Werner von Bülow) інтерпретували Сантур як небесне тіло, друге сонце, яке світило 230 000 років тому для гіперборейців на Північному полюсі та сприяло їхньому духовному розвитку, було джерелом їхньої могутності. Вони пов'язали Сантур з ідеєю «Чорного сонця» й стверджували, що він досі на орбіті як мертва зірка, тому невидимий, але випромінює потужну духовну силу.

### Розвиток міфології у післявоєнний період
Після Другої світової війни «Чорне сонце» з'явилося в публікаціях учасників віденської окультної групи Ландига. Швейцарський інженер Ерік Галік (Erich Halik) у 1951–1955 роках опублікував серію своїх статей в австрійському езотеричному журналі «Mensch und Schicksal», у яких вперше поєднав ідею «Чорного сонця» з міфом про НЛО Третього Рейху. Галік вірив, що нацисти створили «полярні імперії» в Арктиці та Антарктиці під знаками «Золотого сонця» та «Чорного сонця». Він уявляв НЛО не стільки технічним винаходом, скільки втіленням метафізичних та алхімічних ідей.
Колишній есесівець Вільгельм Ландиг (Wilhelm Landig) у своїй трилогії відродив аріософську міфологію Туле — легендарної полярної батьківщини давніх арійців. В трилогії група есесівців та пілотів люфтваффе після поразки Німеччини ховається на таємній підземній базі «Пункт 103», що знаходиться в Арктиці й обладнана високими технологіями, зокрема «літаючими тарілками». Після капітуляції Третього рейху начальник штабу бази наказує усім зняти з уніформи й техніки свастики й замінити їх на темнофіолетові круглі диски — алхімічне «Чорне сонце». Воно стає символом таємного незалежного рейху та джерелом містичної енергії для відродження «арійської раси». Таємний рейх шукає підтримки світового езотеричного центру, що знаходиться десь неподалік і має йому допомогти перемогти, після чого «Чорне сонце» має перетворитися на сріблясто-біле.
До ідеї «Чорного сонця» в другій половині XX ст. зверталися також Рудольф Мунд (колишній есесівець та учасник групи Ландига) та Мігель Серрано — чилійський езотеричний гітлерист.

## Мозаїка у Вевельсбурзі

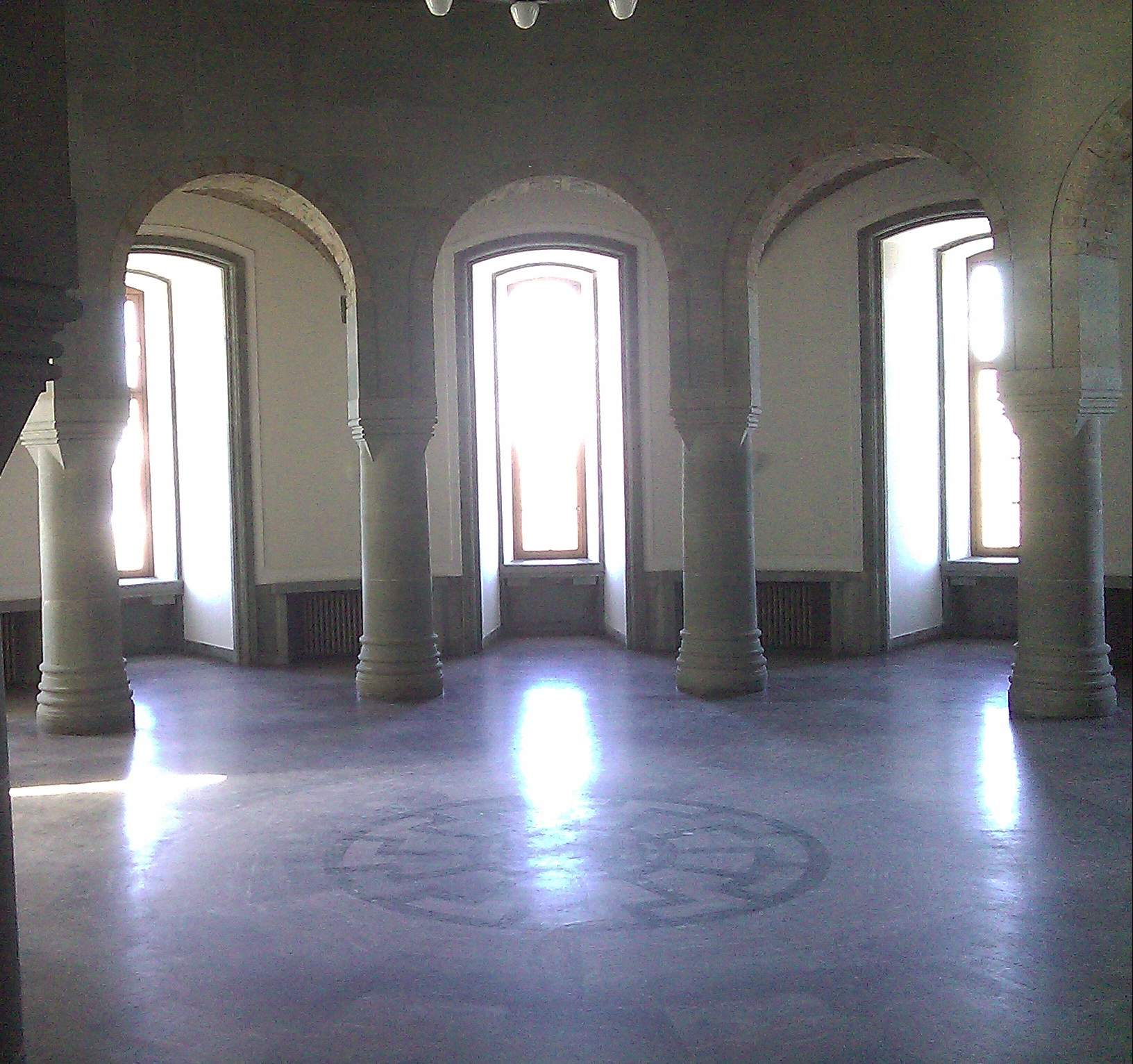
Зала оберґруппенфюрерів у замку Вевельсбурґ із зображенням «Чорного Сонця» на підлозі

В 1930-х роках замок Вевельсбург перейшов у власність штабу райхсфюрера СС. Генріх Гіммлер хотів перетворити його у центр свого ордену та створити в ньому школу офіцерів СС.
Під час реставрації замку дві зали були оздоблені для проведення урочистих церемоній — т. зв. «зала обергруппенфюрерів» та склеп, що знаходиться під нею. У «залі обергруппенфюрерів» по периметру були розташовані дванадцять колон, а в центрі — мозаїка, на якій зображений дванадцятипроменевий символ темнозеленого кольору, відомий зараз як «Чорне сонце». Чи мав він якусь назву в СС і яким було його тодішнє значення невідомо. Його походження також невідоме, але на думку Ніколаса Гудрика-Кларка і Рюдігера Зюннера, зразком для створення цього графічного символу були декоративні диски часів Меровінгів. Вони неодноразово обговорювалися в наукових публікаціях у Третьому Рейху і деякі з них досить схожі на символ, намальований на мозаїці у Вевельсбурзі. На думку Гудрика-Кларка, в СС ця мозаїка символізувала не міфічне «Чорне сонце», а реальне Сонце і дванадцять календарних місяців.
Невідомо, з якою метою використовувалася «зала обергруппенфюрерів». Достовірно відомо лише про одну зустріч вищих керівників СС у червні 1941 р., що відбувалася в цій залі. На ній Гіммлер говорив, що «метою російської кампанії має бути зменшення кількості слов'янського населення на тридцять мільйонів».

## Роман Рассела Макклауда
До 1990-х років окультна концепція «Чорного сонця» не була пов'язана з дванадцятипроменевою свастикою. Мігель Серрано у своїх публікаціях 1980-х років детально описував мозаїку у Вевельзбурзі, але ніяк не пов'язував її з міфологією «Чорного сонця», яку він розвивав.
Вперше символ, зображений на мозаїці в замку Вевельсбург, отримав назву «Чорне сонце» в романі Die Schwarze Sonne von Tashi Lhunpo, виданому 1991 року під псевдонімом Рассел МакКлауд (Russell McCloud). На титульному аркуші першого видання була зображена «зала обергруппенфюрерів» замку Вевельсбург.
Дія роману розгортається в першому десятилітті XXI століття. Європейський Союз та Організація Об'єднаних Націй спільно керують новим світовим порядком. Раптові вбивства президента Європейського центрального банку та одного з провідних членів Ради Безпеки ООН якось пов'язані зі знаком, намальованим на чолах убитих — «Чорним сонцем». Австрійський журналіст Ганс Вайгерт намагається розслідувати вбивство, і пошуки ведуть його від замку Вевельсбург до Тибету, де він знаходить колишнього есесівця Карла Штайнера, який живе в Гімалайському музеї, за день ходьби від монастиря Таші Лунпо. Штайнер розказує Вайгерту, що давні туліанці були нащадками богів. Вони розділилися на дві частини — одна хотіла використовувати смертних людей як худобу, а інша — виховати й вдосконалювати людство. Першу з них (Шамбала) Макклауд ототожнює з «таємними губернаторами» «Нового світового порядку» — спецслужбою ООН, ЄС та масонами, а другу (Аґарта) — з нацистами. Таким чином, Третій рейх, Друга світова війна та недавня хвиля вбивств є лише епізодами в багаторічній війні між Аґартою та Шамбалою за долю людства.
Дослідник Ніколас Гудрик-Кларк назвав твір «окультно-нацистським трилером». Роман швидко став популярним серед німецької ультраправої публіки, його називали «біблія в наших колах». У квітні 1992 журнал «Nation und Europa» назвав його «книгою місяця». За словами Рюдіґера Зюннера, в неонацистському середовищі дуже швидко прийняли це поєднання окультної концепції та Вевельсбурзького символу, хоча немає жодних доказів, що есесівці його так називали. Відтоді цей символ став популярним під назвою «Чорне сонце».

## Сучасне використання

Емблема полку «Азов» із «Чорним Сонцем» у 2014—2015 роках.

З 1991 року «Чорне сонце» активно використовується правими і неонацистськими організаціями в Західній Європі та Північній Америці. На думку Рюдіґера Зюннера в 1990-х роках «Чорне сонце» стало ключовим символом у неонацистських культах.
Поряд з іншими неонацистськими символами — вольфсанґелем та «зіґ-руною», «Чорне сонце» також використовується сучасними сатаністами.
«Чорне Сонце» у 2014—2015 роках було складовою частиною нарукавної емблеми полку «Азов» Національної гвардії України та складовою частиною емблеми Інженерної групи «Азов» (разом із «літаючою тарілкою»). Також «Чорне Сонце» — фронтовий часопис полку «Азов», що видається з 14 жовтня 2014 року.
В науковій роботі «Символ "Чорне Сонце" в контексті українського націоналізму» письменник Олексій Рейнс стверджує, що в сучасній Україні суспільство сприймає «Чорне сонце» як символ військової честі, хоробрості та пошани завдяки внеску батальйону Азов в захист територіальної цілісності країни. Цю думку також поділяє історик Ігор Козловський та наголошує, що використання «Чорного сонця» українцями слід вивчати враховуючи контекст його популяризації саме в Україні, а не Німеччині чи США.